# Copelatus nigrostriatus
Copelatus nigrostriatus är en skalbaggsart som beskrevs av Régimbart 1895. Copelatus nigrostriatus ingår i släktet Copelatus och familjen dykare. Inga underarter finns listade i Catalogue of Life.